# Canton de Perpignan-6
Le canton de Perpignan-6  est une circonscription électorale française située dans le département des Pyrénées-Orientales et la région Occitanie.

## Histoire
Le canton de Perpignan-VI a été créé lors du démembrement des cantons de Perpignan-Ouest et Perpignan-Est en 1973.
Par décret du 26 février 2014, le nombre de cantons du département est divisé par deux, avec mise en application aux élections départementales de mars 2015. Le canton de Perpignan-6 est conservé et voit ses limites territoriales remaniées.

## Représentation

### Conseillers généraux de 1833 à 1973
voir canton de Perpignan-Ouest.

### Conseillers généraux de 1973 à 2015
| Période                                  | Période | Identité              | Étiquette        | Qualité                                      |
| ---------------------------------------- | ------- | --------------------- | ---------------- | -------------------------------------------- |
| 1973                                     | 1988    | Louis Camo            | RI               | Médecin biologiste et hospitalier, Perpignan |
| 1988                                     | 1994    | Jean-Claude Courty    | UDF-PSD puis RPR | Pharmacien à Perpignan                       |
| 1994                                     | 2008    | Marie-Cécile Pons     | UDF              | Adjointe au maire de Perpignan               |
| 2008                                     | 2015    | Véronique Vial-Auriol | UMP              | Conseillère municipale de Perpignan          |
| Les données manquantes sont à compléter. |         |                       |                  |                                              |

#### Élection de 2008
Les élections cantonales de 2008 ont eu lieu les dimanches 9 et 16 mars 2008. 
Abstention : 49,86 % au premier tour, 45,90 % au second tour.
| Candidat              | Parti | %       | Voix |
| --------------------- | ----- | ------- | ---- |
| Véronique Vial-Auriol | UMP   | 50,14 % | 1218 |
| Marie-Cécile Pons     | DVD   | 49,86 % | 1210 |

### Conseillers départementaux depuis 2015
| Période élective | Période élective | Mandat | Mandat   | Identité             | Nuance | Nuance | Qualité |
| ---------------- | ---------------- | ------ | -------- | -------------------- | ------ | ------ | --- |
| 2015             | 2021             | 2015   | 2021     | Hermeline Malherbe   |        | PS     | Ingénieure Sénatrice (2014-2017), Présidente du conseil général sortant Présidente du Conseil général puis départemental depuis 2010 Ancienne conseillère générale du Canton de Perpignan-8 (2008-2015) Conseillère municipale de Thuir Elue en 2021 dans le canton des Aspres |
| 2015             | 2021             | 2015   | 2021     | Jean Roque           |        | PS     | Ancien directeur de CFA, puis de la Chambre des métiers et de l'artisanat Maire de Toulouges, ancien conseiller régional |
| 2021             | 2028             | 2021   | en cours | Toussainte Calabrèse |        | PS     | Conseillère sortante du canton de Perpignan-5, 2ème Vice-Présidente du conseil départemental, maire de Caudiès-de-Fenouillèdes |
| 2021             | 2028             | 2021   | en cours | Jean Roque           |        | PS     | Conseiller sortant, 5ème Vice-Président du conseil départemental, ancien maire de Toulouges |

### Résultats détaillés

#### Élections de mars 2015
À l'issue du 1er tour des élections départementales de 2015, deux binômes sont en ballottage : Hermeline Malherbe et Jean Roque (PS, 36,48 %) et Anne-Marie Bousquet et Philippe Symphorien (FN, 31,02 %). Le taux de participation est de 53,43 % (7 980 votants sur 14 935 inscrits) contre 55,72 % au niveau départemental et 50,17 % au niveau national.
Au second tour, Hermeline Malherbe et Jean Roque (PS) sont élus avec 56,34 % des suffrages exprimés et un taux de participation de 54,41 % (4 169 voix pour 8 126 votants et 14 934 inscrits).

#### Élections de juin 2021
Le premier tour des élections départementales de 2021 est marqué par un très faible taux de participation (33,26 % au niveau national). Dans le canton de Perpignan-6, ce taux de participation est de 33,93 % (5 145 votants sur 15 163 inscrits) contre 35,53 % au niveau départemental. À l'issue de ce premier tour, deux binômes sont en ballottage : Marion Beaufort et Quentin Moulard (RN, 30,16 %) et Toussainte Calabrèse et Jean Roque (PS, 29,43 %).
Le second tour des élections est marqué une nouvelle fois par une abstention massive équivalente au premier tour. Les taux de participation sont de 34,36 % au niveau national, 38,03 % dans le département et 36,05 % dans le canton de Perpignan-6. Toussainte Calabrèse et Jean Roque (PS) sont élus avec 54,97 % des suffrages exprimés (2 803 voix pour 5 467 votants et 15 167 inscrits),,.

## Composition

### Composition de 1973 à 2015
Le canton de Perpignan-VI comprenait la portion du territoire de la ville de Perpignan déterminée par les axes ci-après : au Nord, avenue du Général-Leclerc, à l'Ouest, cours Lazare-Escarguel, avenue du Lycée, avenue Gilbert-Brutus (portion Ouest) et rue Paulin-Testory, au Sud, rue Georges-Rives (extrémité), rue Miquel-Mulcio, rue Marie-Parazols, rue Jean-Rière et rue Lavoisier, à l'Est, rue Waldeck-Rousseau, place Jean-Moulin et place des Esplanades, rue Petite-la-Réal, place Rigaud, rue du Théâtre, place de la République, rue Jean-Jacques-Rousseau, rue des Trois-Journées, rue des Marchands, place de la Loge, rue Louis-Blanc, place de Verdun, place de la Victoire et place de la Résistance.
Quartiers de Perpignan inclus dans le canton :
- Centre ville (partie ouest)
- Les Remparts
- Saint-Mathieu/La Réal
- Clemenceau

### Composition depuis 2015
| Nom                               | Code Insee | Intercommunalité                    | Superficie (km2) | Population (dernière pop. légale)                 | Densité (hab./km2) | Modifier                                    |
| --------------------------------- | ---------- | ----------------------------------- | ---------------- | ------------------------------------------------- | ------------------ | ------------------------------------------- |
| Perpignan (bureau centralisateur) | 66136      | CU Perpignan Méditerranée Métropole | 68,07            | Fraction : 16 699 (2022) Commune : 120 996 (2022) | 1 778              | modifier les données · modifier les données |
| Toulouges                         | 66213      | CU Perpignan Méditerranée Métropole | 8,04             | 7 375 (2022)                                      | 917                | modifier les données · modifier les données |
| Canton de Perpignan-6             | 6611       |                                     |                  | 24 074 (2022)                                     |                    | modifier les données                        |

Le canton est désormais composé de :
1. la commune de Toulouges,
2. la partie de la commune de Perpignan non incluse dans les cantons de Perpignan-1, Perpignan-2, Perpignan-3, Perpignan-4 et Perpignan-5.

## Démographie

### Démographie avant 2015
| 1975 | 1982 | 1990  | 1999  | 2006  | 2011  | 2012  |
| ---- | ---- | ----- | ----- | ----- | ----- | ----- |
| -    | -    | 7 956 | 7 859 | 8 446 | 8 326 | 8 351 |

### Démographie depuis 2015
En 2022, le canton comptait 24 074 habitants, en évolution de −0,64 % par rapport à 2016 (Pyrénées-Orientales : +3,92 %, France hors Mayotte : +2,11 %).
| 2013   | 2018   | 2022   |
| ------ | ------ | ------ |
| 23 523 | 23 882 | 24 074 |